# Hubert Bastianelli
Hubert Bastianelli, né le 14 juin 1929 à Néris-les-Bains (Allier) et mort le 4 avril 1991 à Lavault-Sainte-Anne (Allier), est un coureur cycliste français, professionnel de 1953 à 1955.
Son fils Christophe et ses frères André et Claude ont également été coureurs cyclistes.

## Palmarès

### Palmarès amateur
- 1948
  - 2e du Grand Prix des chaussures Léon Daniel
- 1949
  - Tour du lac Léman
  - Paris-Cayeux
- 1951
  - Paris-Reims
  - Paris-Cayeux
  - 3e étape du Tour d'Île-de-France
  - 3e du Tour d'Île-de-France
  - 10e du championnat du monde sur route amateurs

### Palmarès professionnel
- 1953
  - 3e du Circuit de la Chalosse
- 1954
  - Bourbon-Lancey

### Résultats sur les grands tours

#### Tour de France
1 participation
- 1953 : abandon (13e étape)